# 2016 في فرنسا
فيما يلي قوائم الأحداث التي وقعت خلال عام 2016 في فرنسا.

## أحداث
- 10 يوليو – نهائي بطولة أمم أوروبا لكرة القدم 2016
- 14 يوليو – هجوم نيس 2016
- 1 يناير – لورين
- 26 يوليو – هجوم كنيسة نورماندي 2016
- 1 يونيو – أعمال شغب في يورو 2016

## سياسة

### تعيين في المنصب
- 4 يناير – لوران فوكييه President of the Regional Council ‏.
- 11 فبراير – أودري أزولاي يونسكو.
- 6 ديسمبر – برنار كازنوف رئيس الوزراء الفرنسي.
- 6 ديسمبر – برونو لورو وزير الداخلية.

### انتهاء فترة المنصب
- 20 يناير – فاليري بيكريس نائب فرنسي.
- 27 يناير – جيرالد دارمانان نائب فرنسي.
- 27 يناير – كريستيان توبيرا وزير العدل.
- 29 يناير – لوران فوكييه رئيس بلدية.
- 11 فبراير – لوران فابيوس وزير الشؤون الخارجية  [لغات أخرى]‏.
- 11 مارس – جان مارك أيرولت نائب فرنسي.
- 30 أغسطس – إيمانويل ماكرون Minister of Economy, Industry and Digital ‏.
- 6 ديسمبر – برنار كازنوف وزير الداخلية.
- 6 ديسمبر – مانويل فالس رئيس الوزراء الفرنسي.
- 31 ديسمبر – بيرنارد أكوير رئيس بلدية.

## رياضة
- 1 يناير – دورة فرنسا المفتوحة 2016
- 31 يناير – سباق جائزة لا مارسيليس الكبرى 2016 الفائزون بابتيست بلانكايرت، درايس ديفينينز، Kévin Lebreton  [لغات أخرى]‏، تيبو بينو، دانيال دياز.
- 27 فبراير – كلاسيك سود أرديتشي 2016 الفائزون أوليفير بارديني، جوليان سيمون، Petr Vakoč [الإنجليزية]‏.
- 28 فبراير – لادهوم الكلاسيكي 2016 الفائزون آرثر فيشوت، يان باكيلانتس، Petr Vakoč [الإنجليزية]‏.
- 2 يوليو – سباق طواف فرنسا 2016 المرحلة 1 الفائزون بيتر ساجان، مارسيل كيتل، إدوارد ثيونس، بول فوس، أنتوني ديلابلاسي، لوتو سودال 2016 [الإنجليزية]‏، مارك كافنديش.
- 4 سبتمبر – جي بي دي فورميس 2016 الفائزون ناصر بوهاني، بريان كوكار، مارسيل كيتل.
- 6 مارس – سباق جائزة ليليرس الكبرى 2016 الفائزون Christopher Piry  [لغات أخرى]‏، Stijn Steels [الإنجليزية]‏، ديلن كوالسكي  [لغات أخرى]‏، سبورت فلاندرين بالويس 2016  [لغات أخرى]‏، Håvard Blikra [الإنجليزية]‏، Tim Declercq [الإنجليزية]‏.
- 13 مارس – باريس تروا 2016 الفائزون بابتيست بلانكايرت، بيير باربييه (دراج)، رودي باربير.
- 19 مارس – لوار أتلانتيك الكلاسيكي 2016 الفائزون Loïc Chetout [الإنجليزية]‏، أنتوني تورجيس، فلوريان سينيشال، Kévin Ledanois [الإنجليزية]‏.
- 27 مارس – غنت-وفلجم 2016 الفائزون سيب فانمارك، فياتشيسلاف كوزنيتسوف (دراج)، بيتر ساجان.
- 31 يناير – سباق جائزة لا مارسيليس الكبرى 2016 الفائزون بابتيست بلانكايرت، درايس ديفينينز، Kévin Lebreton  [لغات أخرى]‏، تيبو بينو، دانيال دياز.
- 1 أبريل – روت أديلي 2016 الفائزون سامويل دومولين، بريان كوكار، كليمان فنتوريني.
- 3 أبريل – باريس-كاممبير 2016 الفائزون رومان فيلو، سيريل غوتييه، أنتوني ديلابلاسي.
- 10 أبريل – سباق باريس روبيه 2016 الفائزون ماثيو هيمان، توم بونن، إيان ستانارد.
- 14 أبريل – جائزة دينين الكبرى 2016 الفائزون توماس بودات، دانيال مكلاي، كيني ديهاس.
- 16 أبريل – طواف فينيستير 2016 الفائزون بابتيست بلانكايرت، ميكيل ريم، أنتوني بيريز، سامويل دومولين، ألكسندر غينز.
- 17 أبريل – ترو-برو ليون 2016 الفائزون بابتيست بلانكايرت، ميكيل ريم، فلوريان فاشون، بيتر وليامز (دراج)، ليليان كالجمان، مارتن مورتنسن.
- 24 أبريل – لا رو تورانجيل 2016 الفائزون سامويل دومولين، أوليفير بارديني، جوليان دوفال.
- 2 يوليو – سباق طواف فرنسا 2016 المرحلة 1 الفائزون بيتر ساجان، مارسيل كيتل، إدوارد ثيونس، بول فوس، أنتوني ديلابلاسي، لوتو سودال 2016 [الإنجليزية]‏، مارك كافنديش.
- 31 يوليو – بولينورماند 2016 الفائزون بابتيست بلانكايرت، ريان أندرسون (دراج)، جوليان دوفال.
- 6 أغسطس – كأس الأبطال الفرنسي 2016
- 28 أغسطس – جي بي واست-فرنسا 2016 الفائزون أوليفر ناسن، ألكسندر كريستوف، البرتو بيتول.
- 4 سبتمبر – جي بي دي فورميس 2016 الفائزون ناصر بوهاني، بريان كوكار، مارسيل كيتل.
- 11 سبتمبر – طواف دوبس 2016 الفائزون سامويل دومولين، Thibault Ferasse [الإنجليزية]‏، بابتيست بلانكايرت.
- 9 أكتوبر – طواف باريس 2016 الفائزون ارنو ديمار، فرناندو جافيريا، جوناس فان جينشتن.

## أفلام
من الأفلام التي صدرت هذه السنة في فرنسا:
- 1 يناير – الآن أنت تراني 2 من إخراج جون إم. تشو.
- 1 يناير – البائع من إخراج أصغر فرهادي.
- 1 يناير – البقرة من إخراج محمد حميدي  [لغات أخرى]‏.
- 1 يناير – التطهير: عام الانتخابات من إخراج جيمس ديموناكو.
- 1 يناير – الزين اللي فيك من إخراج نبيل عيوش.
- 1 يناير – السيد والسيدة أديلمان من إخراج نيكولا بيدوس.
- 1 يناير – الميكانيكي: القيامة من إخراج دينس غانزل.
- 1 يناير – إلهي من إخراج هدى بن يمينة.
- 1 يناير – جراد البحر من إخراج يورجوس لانثيموس.
- 1 يناير – حياة امرأة من إخراج ستيفان بريز.
- 1 يناير – دفقة كبيرة من إخراج لوكا غواداغنينو.
- 1 يناير – دمية جنس من إخراج Sylvie Verheyde [الإنجليزية]‏.
- 1 يناير – ربيع
- 1 يناير – سباق من إخراج ستيفن هوبكينز (كاتب).
- 1 يناير – شت إن من إخراج Farren Blackburn [الإنجليزية]‏.
- 1 يناير – شيطان النيون من إخراج نيكولاس ويندينج ريفين.
- 1 يناير – علي معزة وإبراهيم
- 1 يناير – فلورنس فوستر جينكينز من إخراج ستيفن فريرز.
- 1 يناير – متتالية فرنسية من إخراج Michael Kuhn [الإنجليزية]‏، Saul Dibb [الإنجليزية]‏.
- 1 يناير – مرسيليا من إخراج كاد ميراد.
- 1 يناير – مستر هولمز من إخراج بيل كوندون.
- 1 يناير – هي من إخراج بول فيرهويفن.
- 5 يناير – شوكولا من إخراج رشدي زيم.
- 12 فبراير – الطريق إلى إسطنبول من إخراج رشيد بوشارب.
- 12 فبراير – نحبك هادي من إخراج محمد بن عطية.
- 22 أبريل – يوم الباستيل من إخراج جيمس واتكنز.
- 16 مايو – ميموزا من إخراج أوليفر لاكس [الإنجليزية]‏.
- 17 مايو – المتسوق الشخصي من إخراج أوليفيير أساياس.
- 19 مايو – موستانغ من إخراج دينيز غامزي إرغوفين.
- 5 سبتمبر – على حلة عيني من إخراج ليلى بوزيد.
- 7 سبتمبر – جاكي من إخراج بابلو لاراين.
- 26 ديسمبر – ريزدنت إيفل: ذي فاينال شابتر من إخراج بول أندرسون.

## برامج ومسلسلات وأنمي
- البابا اليافع
- مارسيليا

## موسيقى

### أغاني
من الأغاني التي صدرت هذه السنة في فرنسا:
- 13 مايو – هذه القطعة من أجلك من غناء دافيد غيتا.
- 5 أغسطس – ليت مي لوف يو من غناء دي جيه سنيك.

## كتب
من الكتب التي صدرت هذه السنة في فرنسا:
- 1 يناير – أغنية هادئة من تأليف ليلى السليماني.

## وفيات

### يناير
- 2 يناير – سيرج جروسار (مواليد 1921) صحفي فرنسي.
- 2 يناير – ميشال دلبيش (مواليد 1946) مغني فرنسي.
- 5 يناير – بيير بوليه (مواليد 1925)
- 18 يناير – ليلى العلوي (مواليد 1982) مصور.
- 18 يناير – ميشيل تورنيه (مواليد 1924) كاتب فرنسي.
- 20 يناير – إدموند شارل-رو (مواليد 1920) كاتبة فرنسية.
- 29 يناير – جاك ريفيت (مواليد 1928)

### فبراير
- 8 فبراير – فيوليت فيردي (مواليد 1933)
- 14 فبراير – موريل كاسالز (مواليد 1945)
- 15 فبراير – هنري ري (مواليد 1932) لاعب كرة سلة فرنسي.
- 25 فبراير – فرانسوا دوبيرون (مواليد 1950)

### مارس
- 23 سبتمبر – مارسيل أرتيليزا (مواليد 1938) لاعب كرة قدم فرنسي.
- 26 مارس – ميشيل دوك جونناز (مواليد 1933)

### أبريل
- 20 أبريل – غاي هاملتن (مواليد 1922)
- 23 أبريل – جاك بيري (مواليد 1921) كاتب فرنسي.
- 30 أبريل – ماريسول إيسكوبار (مواليد 1930) فنانة فرنسية.

### مايو
- 1 مايو – مادلين ليبو (مواليد 1923) ممثلة فرنسية.
- 5 مايو – موريس سينيه (مواليد 1928) رسام كراكتير فرنسي.
- 15 مايو – ماريون تورنو-برانلي (مواليد 1924) مهندسة معمارية فرنسية.
- 19 مايو – الكسندر استروك (مواليد 1923) مخرج أفلام فرنسي.

### يونيو
- 25 يونيو – نيكول كورسيل (مواليد 1931) ممثلة فرنسية.

### يوليو
- 1 يوليو – إيف بونفوا (مواليد 1923)
- 2 يوليو – ميشال روكار (مواليد 1930) سياسي فرنسي.
- 20 يوليو – دومينيك ارنو (مواليد 1955) دراج فرنسي.
- 26 يوليو – جاك هامل (مواليد 1930) كهنوت فرنسي.

### أغسطس
- 1 أغسطس – آن ملكة رومانيا (مواليد 1923)
- 24 أغسطس – ميشال بوتور (مواليد 1926) كاتب فرنسي.
- 25 أغسطس – سونيا ريكيال (مواليد 1930)
- 31 أغسطس – مارك ريبو (مواليد 1923) مصور فرنسي.

### سبتمبر
- 3 سبتمبر – جان كريستوف يوكوز (مواليد 1957)
- 23 سبتمبر – مارسيل أرتيليزا (مواليد 1938) لاعب كرة قدم فرنسي.
- 23 سبتمبر – ميشيل روسو (مواليد 1936) درّاج مضمار فرنسي.
- 30 سبتمبر – برنارد فور (مواليد 1929) ممثل فرنسي.

### أكتوبر
- 8 أكتوبر – غيلوم بيغانسكي (مواليد 1932) لاعب كرة قدم فرنسي.
- 27 أكتوبر – جان بيلفير (مواليد 1921) لاعب كرة قدم فرنسي.

### نوفمبر
- 26 نوفمبر – أبو بكر الحكيم (مواليد 1983)

### ديسمبر
- 20 ديسمبر – ميشيل مورغان (مواليد 1920) ممثلة فرنسية.
- 24 ديسمبر – بيب باديان (مواليد 1980) لاعب كرة سلة فرنسي.
- 28 ديسمبر – ميشال ديون (مواليد 1919) كاتب فرنسي.